# Podabrus kurbatovi
Podabrus kurbatovi es una especie de coleóptero de la familia Cantharidae.

## Distribución geográfica
Habita en Rusia.